# Biblioteca Nacional de Portugal

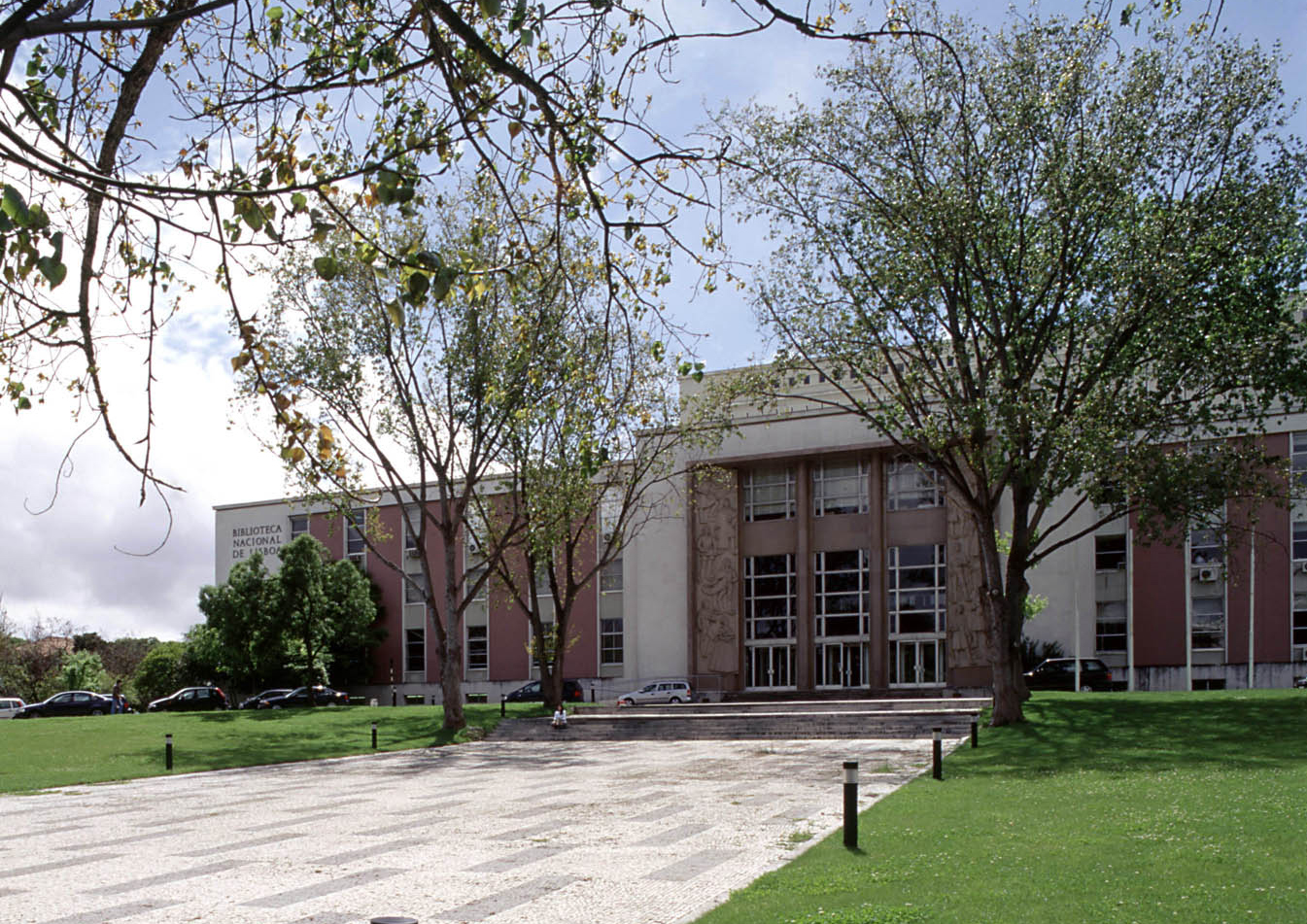
Biblioteca Nacional de Portugal

Biblioteca Nacional de Portugal i Lissabon är Portugals nationalbibliotek. Biblioteket samlar in och bevarar all litteratur som ges ut i Portugal, på portugisiska eller om Portugal.
Grundades 1796 med namnet Real Biblioteca Pública da Corte för att göra möjligt för vanliga medborgare att ta del av landets tryckta verk. Den nuvarande byggnaden ritades av Porfírio Pardal Monteiro och invigdes 1969.
Biblioteket förfogar över tre miljoner objekt. Handskriftsavdelningen omfattar omkring 15 000 codexar samt 36 000 handskrifter, från så långt tillbaka som 1100-talet. 
Depósito legal - Enligt den nutida pliktleveranslagen måste utgivare av tryckt material som ska spridas i Portugal skicka in ett exemplar av varje verk till Biblioteca Nacional de Portugal.